# Listrognathus nigriabdominalis
Listrognathus nigriabdominalis là một loài tò vò trong họ Ichneumonidae.